# إن-250
إن-250 (بالإنجليزية: IPTN N-250) هي طائرة ركاب إقليمية، بمحركات مروحية توربينية، وبسعة 64/68 راكب. أنتجت في إندونيسيا. من صناعة الإندونيسية الفضائية. كان أول طيران لها في 10 أغسطس 1995.